# Хроники грузинского августа
«Хроники грузинского августа» — первый грузинский фильм на русском языке, повествующий о войне августа 2008 года, подготовленный протбилисской русскоязычной телекомпанией «Алания» (Грузия). В его состав вошли как собственные материалы, так и материалы других телекомпаний, в том числе российских. Также в него были включены кадры, предоставленные МВД Грузии и съёмки очевидцев августовских событий.

## Замысел и концепция
«Цель фильма — показать, что война не началась спонтанно, а долго готовилась», — сказала Ия Баратели, главный редактор телекомпании «Алания».

## Сюжет
Путём демонстрации документальных материалов авторы фильма шаг за шагом показывают, что ввод грузинских войск в Южную Осетию 8 августа 2008 был, по их мнению, лишь предлогом для российских властей, задолго до этого спланировавших агрессию против Грузии.

## Выход
Первая презентация фильма состоялась 23 января 2009 года в Тбилиси. 8 августа 2011 года фильм был показан на украинском телеканале ТВі.